# الموج (فلم)
الموج (بالنرويجية: Bølgen) هو فيلم كوارث نرويجي أنتج سنة 2015 أخرجه راور أوتوغ. مثل المشاركة النروبجية الرسمية في جائزة الأوسكار لأفضل فيلم بلغة أجنبية في حفل توزيع جوائز الأوسكار الثامن والثمانون و لكن لم يفز.

## روابط خارجية
- مقالات تستعمل روابط فنية بلا صلة مع ويكي بيانات